# Landgasthof Tettens
Der Landgasthof Tettens, Am Dorfbrunnen 17, an der Weser im niedersächsischen Nordenham-Tettens im Landkreis Wesermarsch stammt aus dem frühen 18. Jahrhundert.

Aktuell (2024) es als Restaurant Landhaus Tettens genutzt.
Das Gebäude steht unter Denkmalschutz (siehe auch Liste der Baudenkmale in Nordenham).

## Geschichte
Das Dorf Tettens wurde im 18. Jahrhundert geprägt durch seine Lotsen- und Anlieferungsdienste für die auf Reede liegenden Schiffe und Kähne auf der Weser. Seinen Bauerbrief erhielt der Ort 1735.
1830 brannte der Hof bis auf die Grundmauern nieder. 
Das eingeschossige verputzte giebelständige Gebäude mit reetgedecktem Krüppelwalmdach und Niedersachsengiebel wurde 1737 (Inschrift) als Wohn- und Wirtschaftsgebäude für die Familie Allrichs (Allrichshof) wieder aufgebaut. Auf dem Hof steht ein Stall, der heute ein Nebengebäude ist.
Bis 1861 war der Hof im Familienbesitz. Nach verschiedenen Eigentümern wurde er von 1928 bis 1977 von Pächtern bewirtschaftet und dann von der Familie Logemann erworben und zum Landlokal umgebaut. Bald darauf erwarb die Familie Rosenwasser das Haus, führte größere Umbaumaßnahmen für einen Restaurantbetrieb durch und bewirtschaftete es bis 1997; es folgten weitere Pächter.
Das Landesdenkmalamt befand zur Bedeutung: „geschichtlich, wissenschaftlich, städtebaulich“.